# 美国海军陆战队
美國海軍陸戰隊（英語：United States Marine Corps，縮寫：USMC），是美国军队中的陸戰隊及兩棲作戰部隊，其主要職責是運用美國海軍的艦隊（含航空兵），快速抵達全球各危機發生地執行戰鬥任務。美國陸戰隊属于美国军队中的一个独立軍种，與美國海軍地位平行，同屬美國國防部下屬的美國海軍部管轄，其英語軍階名稱與陸軍、空軍相同。負責美國駐外使館保安的使馆警卫队亦隸屬於美國陸戰隊。

## 歷史

### 早期

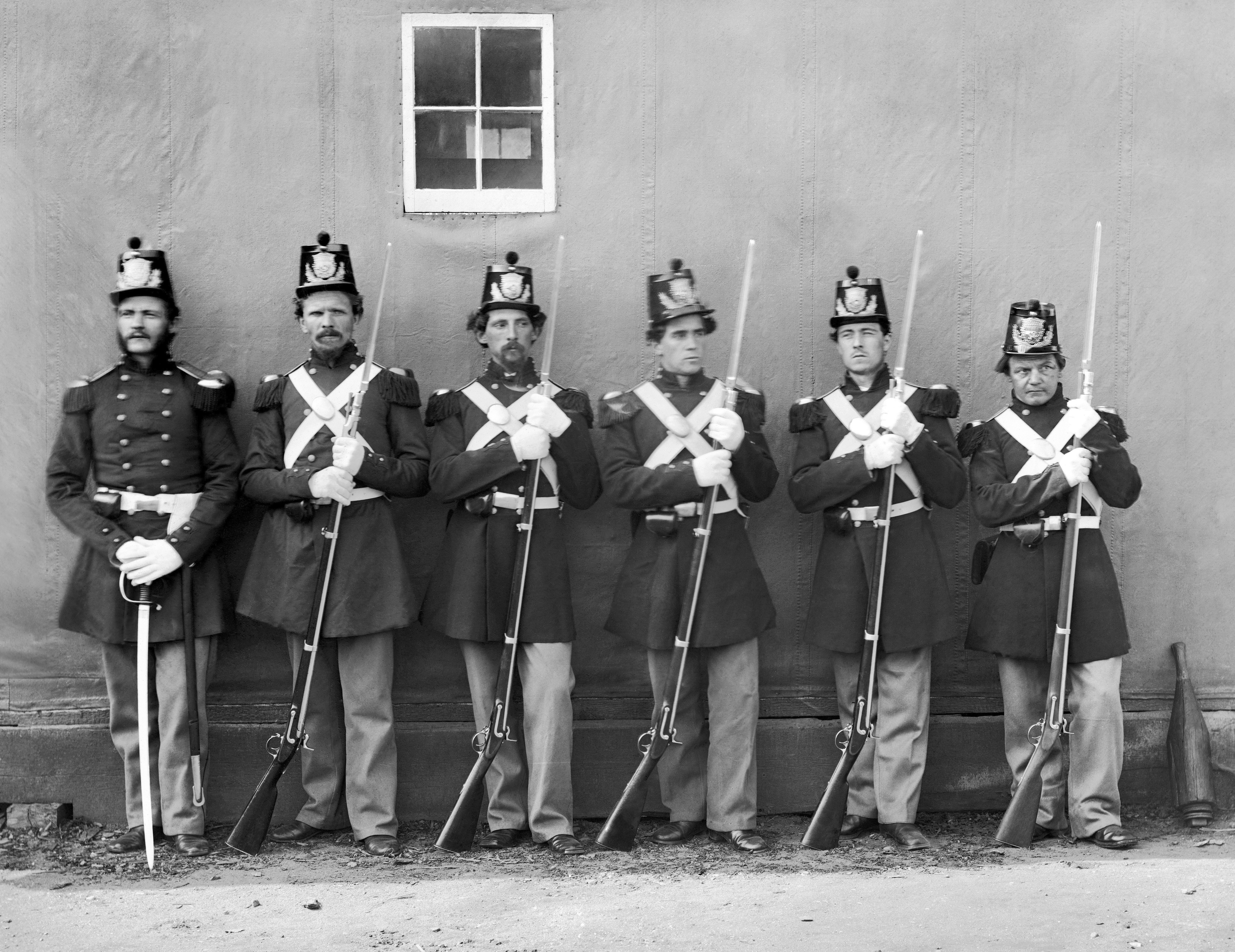
陸戰隊第六營士兵於1864年4月華盛頓海軍碼頭合照

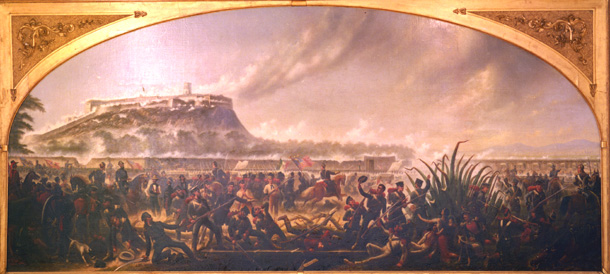
詹姆士行軍的油畫，於夏布爾特佩克之役 (1847年)

美國陸戰隊發展可以追溯到獨立戰爭時期最初成立於費城的殖民地陸戰隊。當時由第二殖民地國會於1775年11月10日授權成立建軍，編制兩個營。該天也訂為陸戰隊隊慶。美國戰爭結束後，殖民地海軍和殖民地陸戰隊都於1783年解散。雖然還是有少數小單位陸戰隊分散在美國海軍當時的軍艦上，最後一支也在9月份解散。直到1798年才再次成立陸戰隊，因為當時發生美法短暫衝突的海戰，國會才算正式成立常備性美国海军陆战队。主要兵源由戰爭部於1797八月招募為了應對新造的諸多護航艦，國會於1794年3月18日授權海軍增兵法案，授權每一艘護航艦可以招募若干海軍陸戰隊。
該時代海軍陸戰隊最著名的一戰就是第一次巴巴里战争（1801年－1805年），同時也是美海軍陸戰隊第一次海外行動。海軍陸戰隊攻打北非海盜，當時上兵威廉伊頓和佩理少尉帶領7名海軍陸戰隊士兵和300名傭兵拿下了的黎波里。從此這場戰鬥成為海軍陸戰隊傳奇故事。士兵也開始配備傭兵刀。
1812年戰爭期間，海軍陸戰隊登上大型護航艦作戰，取得美國於該戰爭中第一場勝利。該戰不但延遲英軍進攻華盛頓哥倫比亞特區，也保住安德魯·傑克遜的紐奧良防線。戰爭結束時海軍陸戰隊已經成為海戰中的船側步槍戰高手。
戰後的1820年海軍陸戰隊迎接第五任司令阿齊巴德·漢德森。在他任期內海陸活動範圍擴展到加勒比海和墨西哥灣和西非，福克蘭群島和蘇門達臘也有海陸前往過。汉德森也反對傑克遜總統把海軍陸戰隊和陸軍合併的意見。後來國會為了妥協而通過1834年的「海軍陸戰隊組織修正條例」，規定海軍陸戰隊下轄於美國海軍但是以半獨立部隊存在，但是這次事件也是海軍陸戰隊存在的必要性第一次被質疑。
後來汉德森自願帶領海軍陸戰隊參加1835年薩未諾戰爭，他親自帶領兩個營作戰。十年後的美墨戰爭（1846年－1848年），海軍陸戰隊打出著名壯烈戰役夏布爾特佩克之役，進攻墨西哥市，也成為後來軍歌中的「From The Halls of Montezuma」歌詞由來。在1850年代，多數海軍陸戰隊多在巴拿馬和亞洲活動，和佩理的東印度分隊軍一起行動也成就著名的遠東戰鬥史。
當他們在外國作戰回來時，海軍陸戰隊緊接參加南北戰爭（1861年－1865年），負責海岸封鎖的任務。但是隨著美國分裂，海軍陸戰隊也有一半軍官脫離去加入南軍並成立南方海軍陸戰隊，但是最後只對戰局有一點點影響：南軍海军陆战队在第一次奔牛河之役後全軍覆沒。
1898年美西戰爭陸戰隊帶領美國軍隊登陸菲律賓、古巴和波多黎各，證明準備充分。在關塔那摩灣佔領西班牙的海軍基地，之後被美國海軍使用至今。之後陸戰隊又參與美菲戰爭、八國聯軍等戰役。
一戰時陸戰隊成為美國遠征軍一部分，在潘興將軍帶領下登陸歐洲戰場。在貝洛森林據傳陸戰隊被德軍稱為「Teufel Hunden」，意為「地獄犬」。但此說法僅存在於當時美國媒體，在德軍紀錄看不到類似稱呼。一戰時期陸戰隊開始研究兩棲作戰相關技術，對未來二戰在太平洋島嶼的戰鬥助益極大。在當時已經有軍官意識到未來可能將與日本在太平洋上戰鬥，這讓陸戰隊在太平洋戰爭爆發前積極備戰，不但要求陸軍進行聯合兩棲軍事演習，還取得大量兩棲作戰裝備。

### 二戰

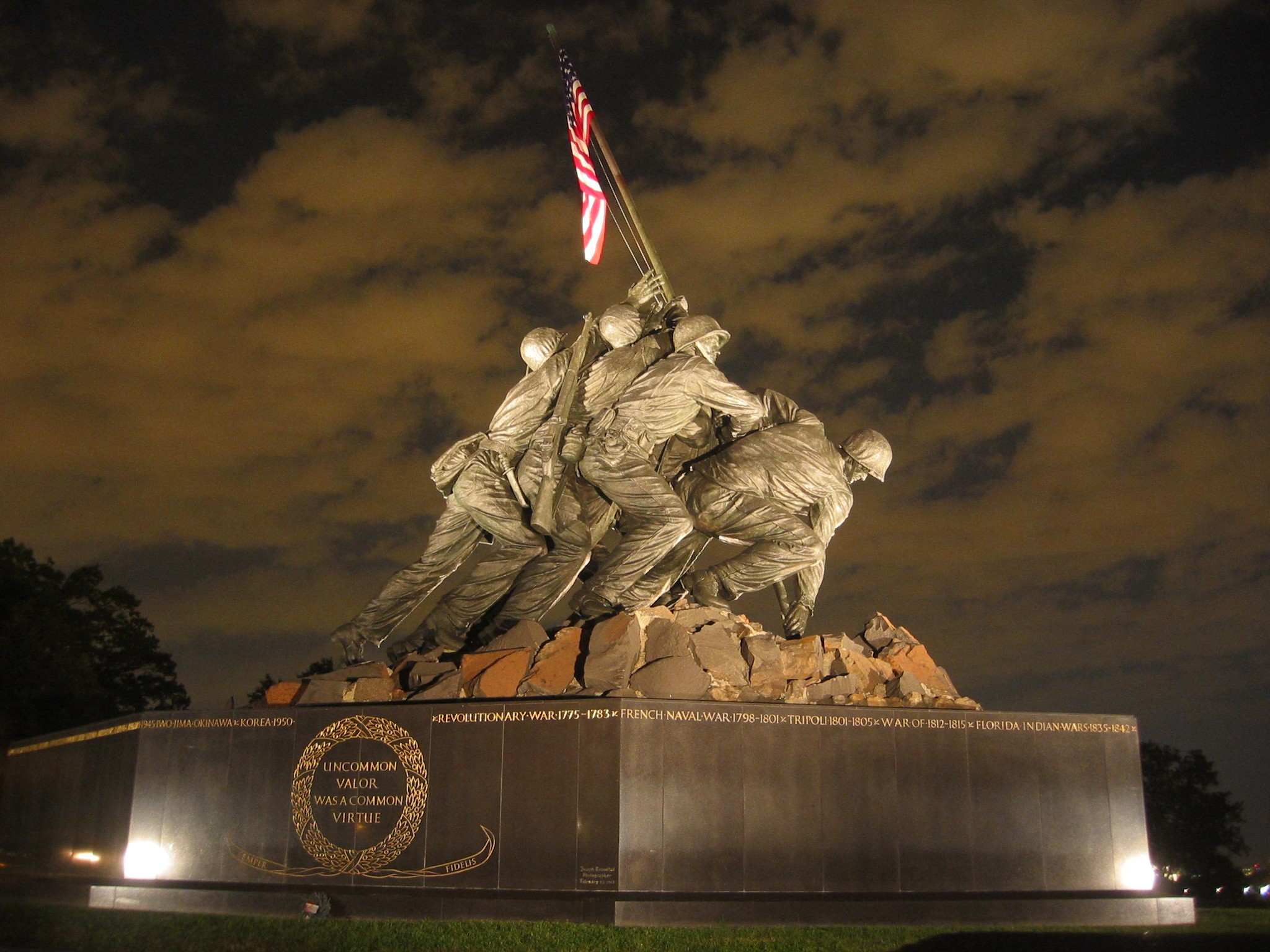
硫磺島戰役海陸紀念碑

在二戰期間，海軍陸戰隊擔任太平洋戰爭攻擊日本的主要角色。例如瓜达尔卡纳尔岛战役、布干維爾島戰役、塔拉瓦戰役、關島戰役（1944年）、天寧島戰役、塞班島戰役、馬里亞納群島及帛琉戰事、硫磺島戰役、沖繩島戰役。
密碼專家飛利浦強斯頓還在戰爭中提出用納瓦荷語作為海軍陸戰隊密碼的戰略。
硫磺島戰役中，著名的舉旗照片就是由五名海軍陸戰隊士兵和一名海軍士兵合力舉起的。美國海軍部長詹姆斯·福里斯特尔當天就在島上看到那一幕，他說“......國旗的升起意味海軍陸戰隊在未來500年繼續存在。”這也成為後來重要的公關宣傳。戰爭期間海軍陸戰隊改組成兩個師下面四個旅，五個飛行中隊和大量後備隊員，總計485,000人。後來又增加20個防衛營和一個空降營。總計87,000名海軍陸戰隊军人在二戰傷亡（死亡20,000多），其中82人獲頒榮譽勳章。
雖然有美國海軍部長詹姆斯的名言，海軍陸戰隊在戰後受到軍費下降的影響，陸軍將領試圖把海軍陸戰隊的任務及資產分攤給陸軍和海軍。海軍陸戰隊得到國會支持，最後促成1947年國安法立法，保障海軍陸戰隊存續。之後1952道格拉斯曼菲爾德法案確立海軍陸戰隊將軍可以列席參謀首長聯席會和其他軍種平起平坐。

### 朝鲜战争

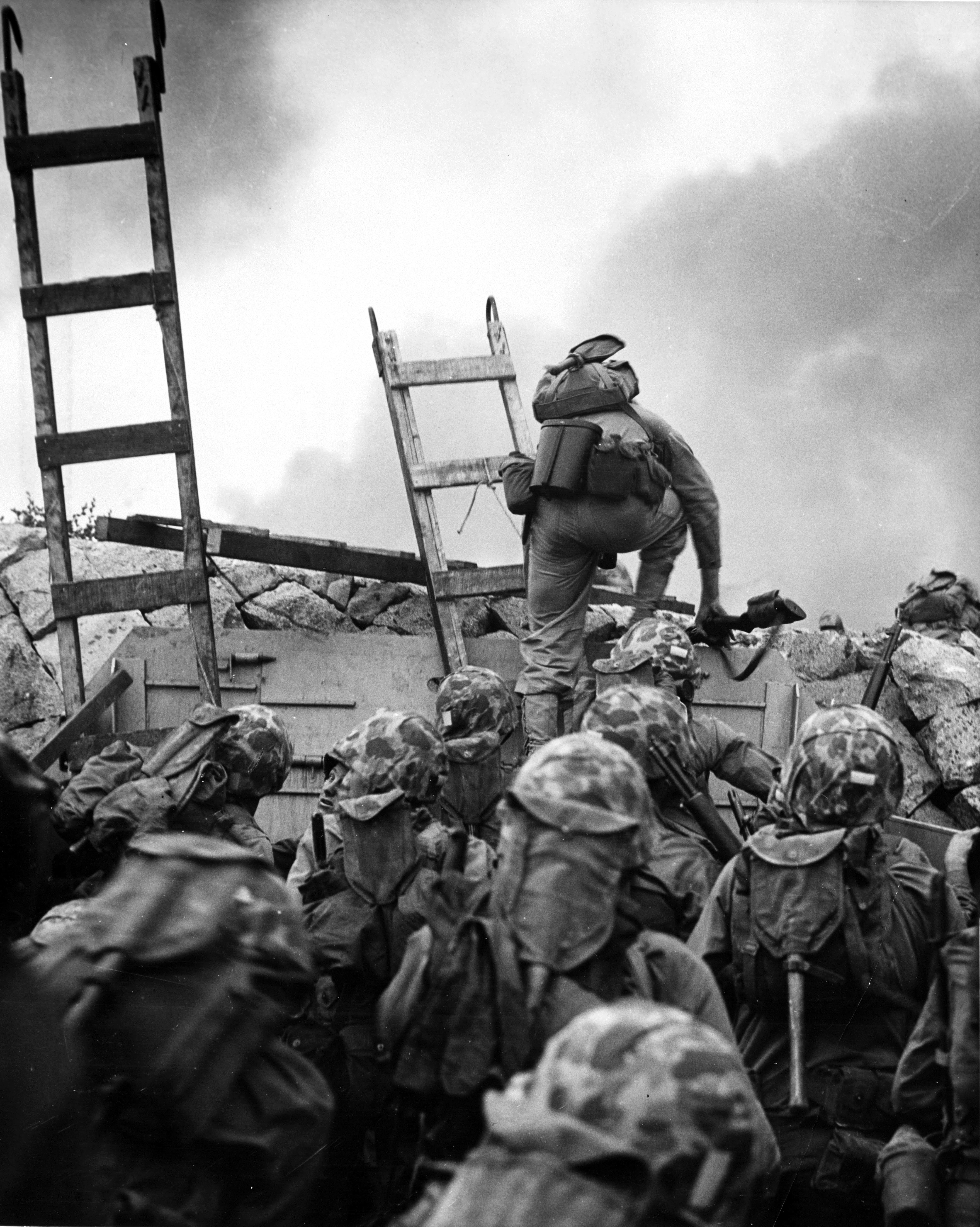
美國海軍陸戰隊員在韓國京畿道實施仁川登陸戰

韓戰（1950-1953）中極速調往前線的就是海軍陸戰隊第一臨時旅。該旅也守住釜山環型防禦圈，以執行側翼作戰。之後麥克阿瑟帶領陸戰隊進行仁川登陸，該攻擊成功瓦解北韓戰線，並將之逼退到鴨綠江直到中國人民志愿軍參戰為止。志愿军靠著數倍於聯合國的軍力才逼退陸戰隊。美國陸軍第十軍（包含海軍陸戰隊第一師和陸軍第七師）在朝鮮半島長津湖（此人工湖英文稱為長津水庫——Chosin Reservoir）地區遭中國人民志愿軍第九兵團包圍攻擊，激戰後突圍到興南港，攜帶十多萬平民撤出，史稱長津湖戰役。海軍陸戰隊在38度線防區奮戰到1953年停戰日。朝鮮戰爭使海軍陸戰隊從75,000人擴充到261,000人，共有30,544人死傷，其中42人獲頒榮譽勳章。

### 越南战争

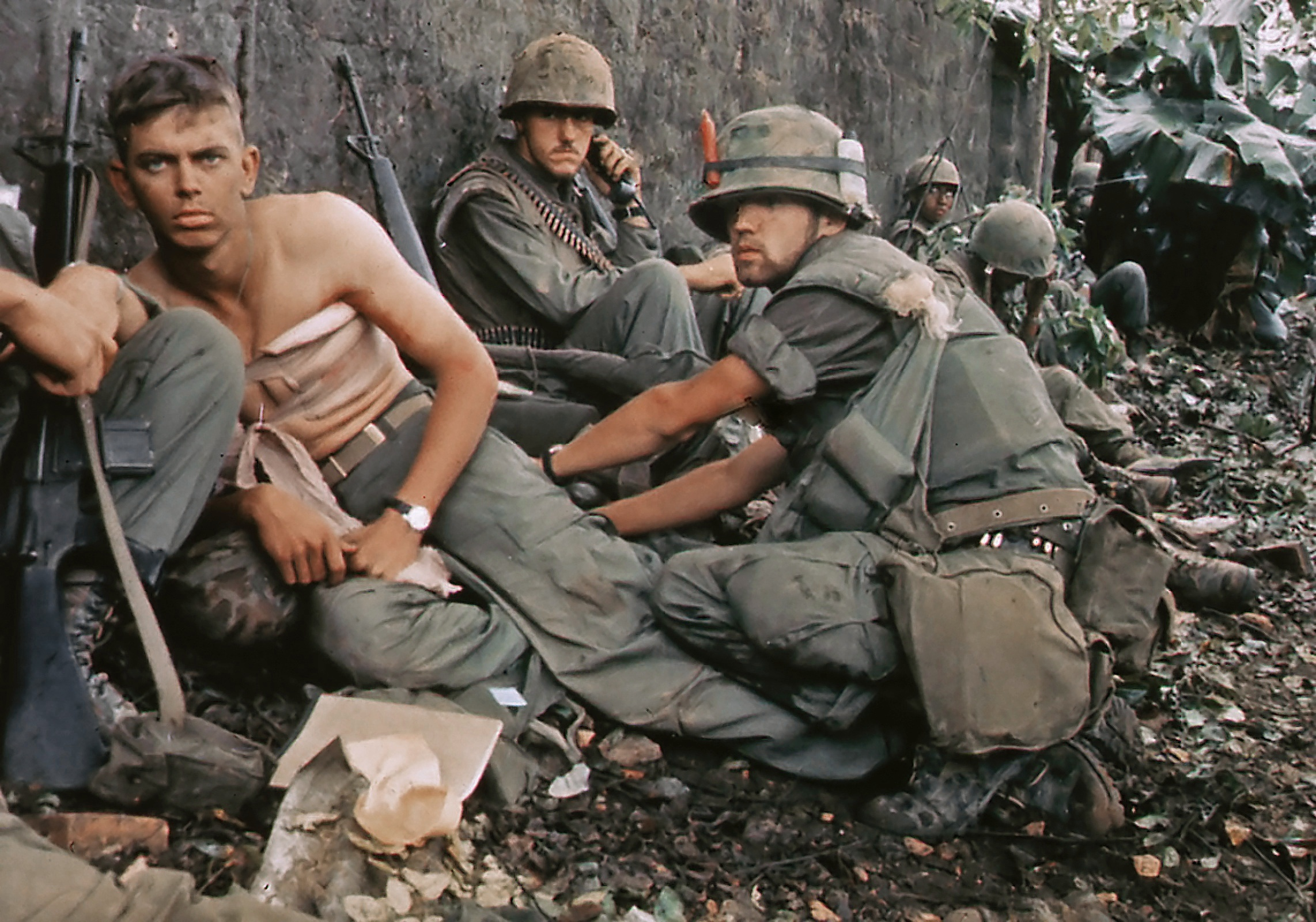
美國海軍陸戰隊員在越南順化

之後的越戰中海軍陸戰隊也是關鍵部隊。处于美军参加南越地面作战的部队的最北侧，最靠近十七度线军事分界线，经常遭到越过十七度线南下的北越陆军的第一波打击。他們從峴港市登陸，還參加了順化戰役、溪生戰役。海軍陸戰隊編成特殊部隊駐紮在南越。在那裡他們遇到越南南方民族解放陣線的游擊戰術和北方越南人民軍（NVA）正規部隊的間歇性攻擊。並派教官訓練南越海軍陸戰師。最終1973年美國在簽訂巴黎和平協約後撤走大部分戰鬥部隊。之後1975年西貢陷落時的「常風行動」中，海軍陸戰隊的直升機隊和使館衛兵在美國駐南越大使館及新山一空軍基地附近的美國駐南越國防武官辦事處館區（DAO Compound）兩個據點的撤退人員任務中扮演主力角色，之後亦處理馬亞圭斯號事件。
越戰是海軍陸戰隊所經歷最長的戰爭，最終13,091人死亡，51,392人受傷，其中57人獲頒榮譽勳章。部署的陸戰隊員比二戰還多。
軍隊回國後，許多隊員因為戰爭中的不當行為和逃亡被送上軍事法庭。也導致1970年代陸戰隊的諸多大改革，更注重招募品質和矯正輔導被列為可以保障部隊安全的因素。

### 阿富汗、伊拉克战争

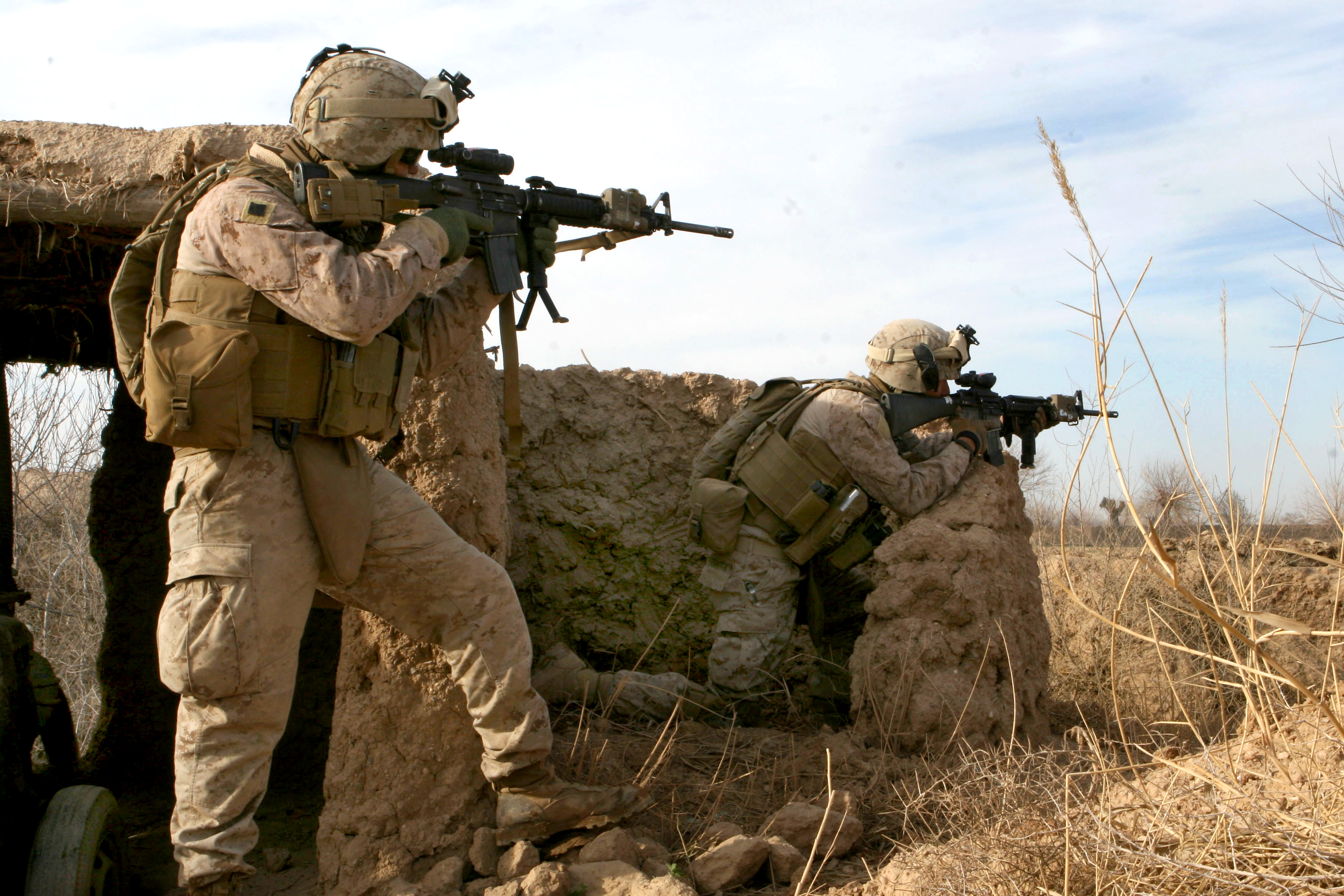
美國海軍陸戰隊員在阿富汗赫尔曼德省中部

当美国总统小布什向世界宣布美军要在阿富汗打一场样式很特殊的反恐怖战争，以彻底消灭制造九一一事件的幕后黑手及其同盟者塔利班武装之时，有眼光的战略家们都认为美国无疑会赢得这场战争。但是自10月7日美军开打以后，特别是反塔联盟在战争中发挥的作用，使世人愈感到始料不及，战争一次又一次地出现戏剧性变化，许多分析家们的预测都跟不上形势的发展。21世纪后第一场最大的海军陆战队行动就是伊战。海军陆战队编成了第一远征军，偕同陆军第三步兵师于2003年攻击伊拉克，此後海军陆战队都没有离开伊拉克，直到2013年奥巴马总统宣布从伊拉克撤军。

## 與其他軍種關係

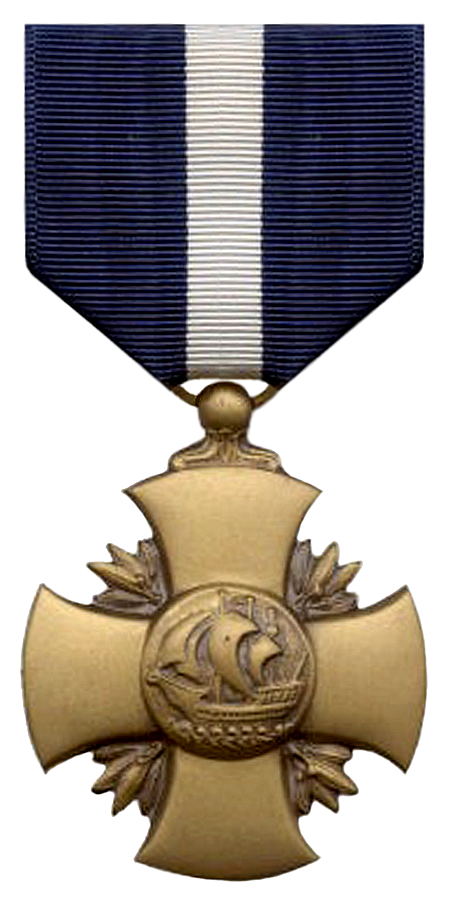
海軍十字勳章（Navy Cross）

因為海軍陸戰隊的戰鬥能力與美國陸軍重疊，美國陸軍長久以來將美國海軍陸戰隊視為與其在戰鬥能力、預算、任務及名聲上的競爭對手。這種態度可以追溯到海軍陸戰隊成立之初。最明顯的地方，就是在第二次世界大戰以後，陸軍努力重建美國的國防編制，想把海軍陸戰隊解散和將其功能合併到其他軍種，主導此事的陸軍軍官包括後來成為美國總統的德懷特·艾森豪將軍以及喬治·卡特萊特·馬歇爾陸軍參謀長。
在美國海軍部底下，海軍陸戰隊與海軍屬於夥伴關係。海軍作戰部長（CNO）和海軍陸戰隊司令（CMC），處理各自的軍種，並對文人領導的海軍部（DON）負責。因此，海軍陸戰隊與海軍間相較於其他軍種有更緊密的關係。最近的白皮書和宣傳資料，經常使用的宣傳語是「海軍 ─ 陸戰隊」。這種關係是因為海軍提供運輸、後勤、醫療服務，以及作戰支援給海軍陸戰隊需要的地方。相反的，海軍陸戰隊則負責陸上的運作以支持海上作戰，包含佔領海軍基地或航空站。

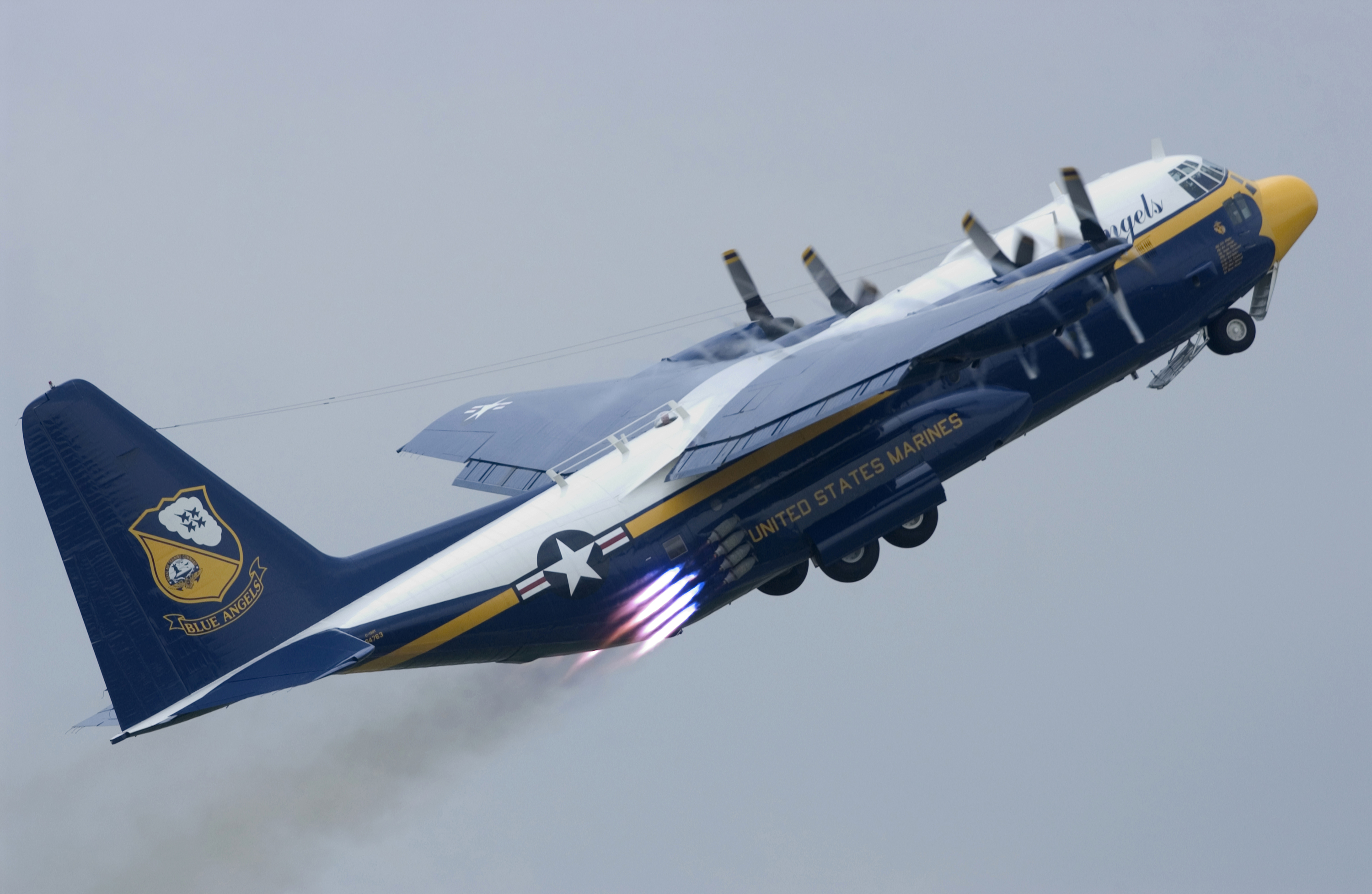
海軍藍色天使特技飛行隊中的海軍陸戰隊C-130

海軍陸戰隊與海軍有許多體制上的合作，海軍陸戰隊的軍官有很大的比例來自美國海軍學院和海軍預備役軍官訓練團（NROTC）。海军陆战队航空兵的飛行員培訓也是透過海軍飛行員訓練管道，包含使用海軍的武器和飛行員學校。目前海軍航空母艦部署一支海軍飛行中隊與一支海軍陸戰隊大黃蜂中隊。海軍藍色天使特技飛行隊包括至少一名海軍陸戰隊飛行員，且其中一架C-130運輸機是屬於海軍陸戰隊。
海軍陸戰隊不培養牧師及醫療人員，因此由海軍軍官及水手士兵擔當這兩種職務。因此有些水手（特別是醫務兵（Corpsman）），一般是穿著海軍陸戰隊制服及配戴其徽章，但卻使用海軍的姓名標籤來與其它同袍識別。大多數的獎章是海軍陸戰隊與海軍共同享有的，例如海軍陸戰隊員獲得海軍十字勳章（代表最高榮譽的獎章）及其他海軍版本的獎章。只有少數獎章是限定海軍陸戰隊的，例如優良行為獎章。

## 军衔

### 軍官
| 國防部級別 | O-10 | O-9   | O-8    | O-7  | O-6  | O-5   | O-4  | O-3  | O-2   | O-1   |  |
| ---------- | ---- | ----- | ------ | ---- | ---- | ----- | ---- | ---- | ----- | ----- |  |
| 佩章       |      |       |        |      |      |       |      |      |       |       |  |
| 军衔       | 上將 | 中將  | 少將   | 准將 | 上校 | 中校  | 少校 | 上尉 | 中尉  | 少尉  |  |
| 英文縮寫   | Gen  | LtGen | MajGen | BGen | Col  | LtCol | Maj  | Capt | 1stLt | 2ndLt |  |
| 北約代碼   | OF-9 | OF-8  | OF-7   | OF-6 | OF-5 | OF-4  | OF-3 | OF-2 | OF-1  | OF-1  |  |
|            |      |       |        |      |      |       |      |      |       |       |  |

### 准尉

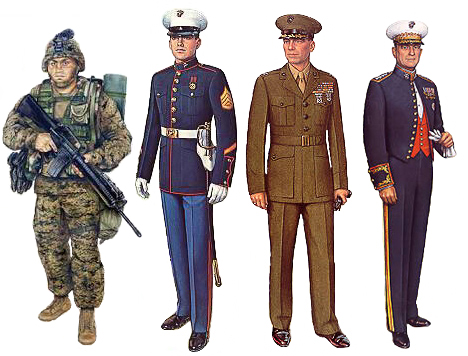
左起：海軍陸戰隊作战服、士兵礼服、军官常服、军官晚礼服

| 國防部級別 | CWO-5    | CWO-4    | CWO-3    | CWO-2    | WO-1     |
| ---------- | -------- | -------- | -------- | -------- | -------- |
| 佩章       |          |          |          |          |          |
| 军衔       | 五级准尉 | 四级准尉 | 三级准尉 | 二级准尉 | 一级准尉 |
| 英文縮寫   | CWO5     | CWO4     | CWO3     | CWO2     | WO1      |
| 北約代碼   | WO-5     | WO-4     | WO-3     | WO-2     | WO-1     |

### 士兵/士官
| 國防部級別 | E-9        | E-9                | E-9                    | E-8        | E-8        | E-7        | E-6  | E-5  | E-4  | E-3    | E-2  | E-1  |
| ---------- | ---------- | ------------------ | ---------------------- | ---------- | ---------- | ---------- | ---- | ---- | ---- | ------ | ---- | ---- |
| 佩章       |            |                    |                        |            |            |            |      |      |      |        |      | 无   |
| 军衔       | 首席士官长 | 一等士官长(偏領導) | 槍砲士官长(偏武器使用) | 二等士官长 | 三等士官长 | 四等士官长 | 上士 | 中士 | 下士 | 准下士 |      |      |
| 英文縮寫   | SgtMajMC   | SgtMaj             | MGySgt                 | 1stSgt     | MSgt       | GySgt      | SSgt | Sgt  | Cpl  | LCpl   | PFC  | PVT  |
| 北約代碼   | OR-9       | OR-9               | OR-9                   | OR-8       | OR-8       | OR-7       | OR-6 | OR-5 | OR-4 | OR-3   | OR-2 | OR-1 |

## 組織架構
以美國第1海軍陸戰師為例：
- 师部營（Headquarters Battalion）
- 第1陆战团（英语：1st Marine Regiment）
- 第5陆战团（英语：5th Marine Regiment (United States)）
- 第7陆战团（英语：7th Marine Regiment (United States)）
- 第11陆战团（英语：11th Marine Regiment (United States)）
- 其他直属部队：
  -  第1侦察营（英语：1st Reconnaissance Battalion）
  -  第1轻装甲侦察营（英语：1st Light Armored Reconnaissance Battalion）
  -  第3轻装甲侦察营（英语：3rd Light Armored Reconnaissance Battalion）
  -  第1战斗工兵营（英语：1st Combat Engineer Battalion）
  -  第3两栖突击营（英语：3rd Assault Amphibian Battalion）

陆战一师各单位徽章（29张）每个步兵團下辖4个营和1个直属连。其中第四陸戰隊步兵團原属第三陆战师，因为历史原因而划归陆战一师指挥。陆战十一团是陆战一师的师属炮兵团。以上部队合计19000人左右。第1海军陆战队师现主要驻扎于美国西海岸加利福尼亚州聖地牙哥的海军陆战队彭德尔顿营地、和位于加利福尼亚州圣贝纳迪诺的二十九棕榈村 (加利福尼亚州)海军陆战队空地作战中心（或翻譯為美國海軍陸戰隊空中暨地面作戰中心）。

### 歷史原因
關於第四陸戰隊步兵團下屬三個營分別劃歸第1、5、7團的歷史原因；美國海軍陸戰隊歷史上首個被敵軍殲滅的團級單位。在菲律賓戰役 (1941年－1942年)前是隸屬於海軍陸戰隊第三師，該團曾派駐中國北京、天津和上海等地，有個綽號叫：「China Marines」。因應當時太平洋局勢，1941年11月10日起撤出上海前往菲律賓。1942年5月6日，當時駐菲律賓美軍指揮官美國陸軍中將喬納森·溫賴特( Jonathan Wainwright )，下令投降於日軍，意味該團被日軍摧毀}。1944年2月1日，將原有4個突擊兵營（Marine Raiders Battalion）整編，作為第四陸戰隊步兵團重建骨幹，原第一、四、三突擊兵營（Marine Raiders Battalion）改編為第四陸戰隊步兵團一、二、三營（Battalions），原第二突擊兵營改編為團屬兵器連，隸屬於海軍陸戰隊第六師，二戰結束後隨陸戰隊第六師撤編解散。韓戰爆發，1951年在美國西岸彭德爾頓基地重啟編制，隸屬於陸戰隊第三師改駐日本，直到1953年7月27日韓戰停戰協定簽署後。該團於1953年8月23日被派往韓國，在1954年7月27日返回日本，當陸戰隊第三師於1955年駐守沖繩時，該團改駐威夷海軍陸戰隊基地，直到1965年隨陸戰隊第三師部署到越南，隸屬於海軍陸戰隊第三遠征軍，1972年該團被派往沖繩，隸屬於海軍陸戰隊第三師。除了作戰部署外，例如在波灣戰爭期間（1990年至1991年）陸戰隊第四團2營隸屬於陸戰隊第二師第八團指揮。第四陸戰隊步兵團一直在沖繩駐守到2019年，該團1、2、3營分別劃歸美國海軍陸戰隊第1師第1、5、7團指揮。

## 裝備

### 個人武器
| 型號               | 圖片 | 原產地        | 類別               | 口徑                                            | 細節                                                                                              |      |
| 手槍               | 手槍 | 手槍          | 手槍               | 手槍                                            | 手槍                                                                                              | 手槍 |
| ------------------ | ---- | ------------- | ------------------ | ----------------------------------------------- | ------------------------------------------------------------------------------------------------- | ---- |
| M9                 |      | 義大利 · 美国 | 半自動手槍         | 9×19mm                                          | 逐步淘汰中                                                                                        |      |
| M9A1               |      | 義大利 · 美国 | 半自動手槍         | 9×19mm                                          | M9的附帶配件導軌版本，逐步淘汰中                                                                  |      |
| M45A1 CQBP         |      | 美国          | 半自動手槍         | .45 ACP                                         | 裝備遠征軍、特别應變隊及特種作戰部隊，逐步淘汰中                                                  |      |
| M007               |      | 奥地利        | 半自動手槍         | 9×19mm                                          | 裝備遠征軍及特種作戰部隊                                                                          |      |
| M18                |      | 美国          | 半自動手槍         | 9×19mm                                          | 新型制式手槍                                                                                      |      |
| 突擊步槍／戰鬥步槍 |      |               |                    |                                                 |                                                                                                   |      |
| M16A4              |      | 美国          | 突擊步槍           | 5.56×45mm                                       | 逐步淘汰中                                                                                        |      |
| M4A1               |      | 美国          | 突擊步槍           | 5.56×45mm                                       | 主要裝備特種作戰部隊及具備特種作戰能力部隊                                                        |      |
| Mk 18              |      | 美国          | 突擊步槍           | 5.56×45mm                                       | 僅裝備特種作戰部隊及具備特種作戰能力部隊                                                          |      |
| M27 IAR            |      | 美国 · 德国   | 突擊步槍           | 5.56×45mm                                       | 制式步槍，部份配用稱作“偵察武器套件”（Reconnaissance Weapon Kit，RWK）的HK416A5上機匣和11英寸槍管 |      |
| Mk 17 Mod 0        |      | 美国 · 比利时 | 戰鬥步槍           | 7.62×51mm                                       | 僅裝備特種作戰部隊                                                                                |      |
| 散彈槍             |      |               |                    |                                                 |                                                                                                   |      |
| M870               |      | 美国          | 泵動式散彈槍       | 12鉛徑                                          |                                                                                                   |      |
| M590A1             |      | 美国          | 泵動式散彈槍       | 12鉛徑                                          |                                                                                                   |      |
| M1014              |      | 義大利        | 半自動散彈槍       | 12鉛徑                                          |                                                                                                   |      |
| 狙擊步槍           |      |               |                    |                                                 |                                                                                                   |      |
| M40A6              |      | 美国          | 栓動式狙擊步槍     | 7.62×51mm                                       |                                                                                                   |      |
| Mk 13 Mod 7        |      | 美国          | 栓動式狙擊步槍     | .300 Winchester Magnum                          |                                                                                                   |      |
| Mk 22 ASR          |      | 美国          | 栓動式狙擊步槍     | 7.62×51mm、.300 Norma Magnum、.338 Norma Magnum |                                                                                                   |      |
| M39 EMR            |      | 美国          | 半自動精確射手步槍 | 7.62×51mm                                       |                                                                                                   |      |
| M38 DMR            |      | 美国 · 德国   | 精確射手步槍       | 5.56×45mm                                       |                                                                                                   |      |
| Mk 11 Mod 2        |      | 美国          | 半自動狙擊步槍     | 7.62×51mm                                       |                                                                                                   |      |
| M110A1 CSASS       |      | 美国 · 德国   | 半自動狙擊步槍     | 7.62×51mm                                       |                                                                                                   |      |
| Mk 20 SSR          |      | 美国 · 比利时 | 半自動狙擊步槍     | 7.62×51mm                                       | 僅裝備特種作戰部隊                                                                                |      |
| M82A3 SASR         |      | 美国          | 半自動反器材步槍   | 12.7×99mm                                       |                                                                                                   |      |
| 機槍               |      |               |                    |                                                 |                                                                                                   |      |
| M240B              |      | 美国 · 比利时 | 通用機槍           | 7.62×51mm                                       | 制式裝備                                                                                          |      |
| Mk 48              |      | 美国 · 比利时 | 通用機槍           | 7.62×51mm                                       | 僅裝備特種作戰部隊                                                                                |      |
| M2HB               |      | 美国          | 重機槍             | 12.7×99mm                                       | 固定在載具或三腳架上使用                                                                          |      |
| 手榴彈／爆炸物     |      |               |                    |                                                 |                                                                                                   |      |
| M67                |      | 美国          | 破片手榴彈         | -                                               |                                                                                                   |      |
| M84                |      | 美国          | 震撼彈             | -                                               |                                                                                                   |      |
| M83                |      | 美国          | 煙霧彈             | -                                               |                                                                                                   |      |
| AN/M14             |      | 美国          | 燃燒彈             | -                                               |                                                                                                   |      |
| M18A1 Claymore     |      | 美国          | 反人員地雷         | -                                               |                                                                                                   |      |
| 榴彈發射器         |      |               |                    |                                                 |                                                                                                   |      |
| Mk 19              |      | 美国          | 自動榴彈發射器     | 40×53mm                                         |                                                                                                   |      |
| M32、M32A1 MGL     |      | 美国 · 南非   | 連發式榴彈發射器   | 40×46mm                                         |                                                                                                   |      |
| M203               |      | 美国          | 榴彈發射器         | 40×46mm                                         | 下掛在步槍下                                                                                      |      |
| M320               |      | 美国 · 德国   | 榴彈發射器         | 40×46mm                                         | 可下掛在步槍下或單獨使用                                                                          |      |
| 反裝甲武器         |      |               |                    |                                                 |                                                                                                   |      |
| M72 LAW            |      | 美国          | 反坦克火箭筒       | 66mm                                            |                                                                                                   |      |
| M136 AT4           |      | 瑞典          | 反坦克火箭筒       | 84mm                                            |                                                                                                   |      |
| M3 MAAWS           |      | 瑞典          | 無後座力炮         | 84mm                                            |                                                                                                   |      |
| Mk 153 SMAW        |      | 美国          | 無後座力炮         | 83.5mm                                          |                                                                                                   |      |
| BGM-71 TOW         |      | 美国          | 反坦克飛彈         | 152mm                                           |                                                                                                   |      |
| FGM-148標槍飛彈    |      | 美国          | 反坦克飛彈         | 127mm                                           |                                                                                                   |      |
| 防空系統           |      |               |                    |                                                 |                                                                                                   |      |
| FIM-92             |      | 美国          | 便攜式地對空導彈   | 70mm                                            |                                                                                                   |      |
| 近戰武器           |      |               |                    |                                                 |                                                                                                   |      |
| M9                 |      | 美国          | 刺刀               |                                                 |                                                                                                   |      |

### 巡航导弹
- 美国 战斧巡航导弹
- 挪威 海軍打擊導彈

### 軍服
- 美国 陸戰隊統一作戰服（英语：Marine Corps Combat Utility Uniform）（MCCUU）
- 美国 阻燃組織裝備（FROG）（英语：Flame Resistant Organizational Gear）
- 美国 Drifire／Crye Precision G3作戰服（特種作戰部隊使用）
- 臂章
- 特色單位徽章
- 軍靴
- 戰鬥手套

### 單兵裝具

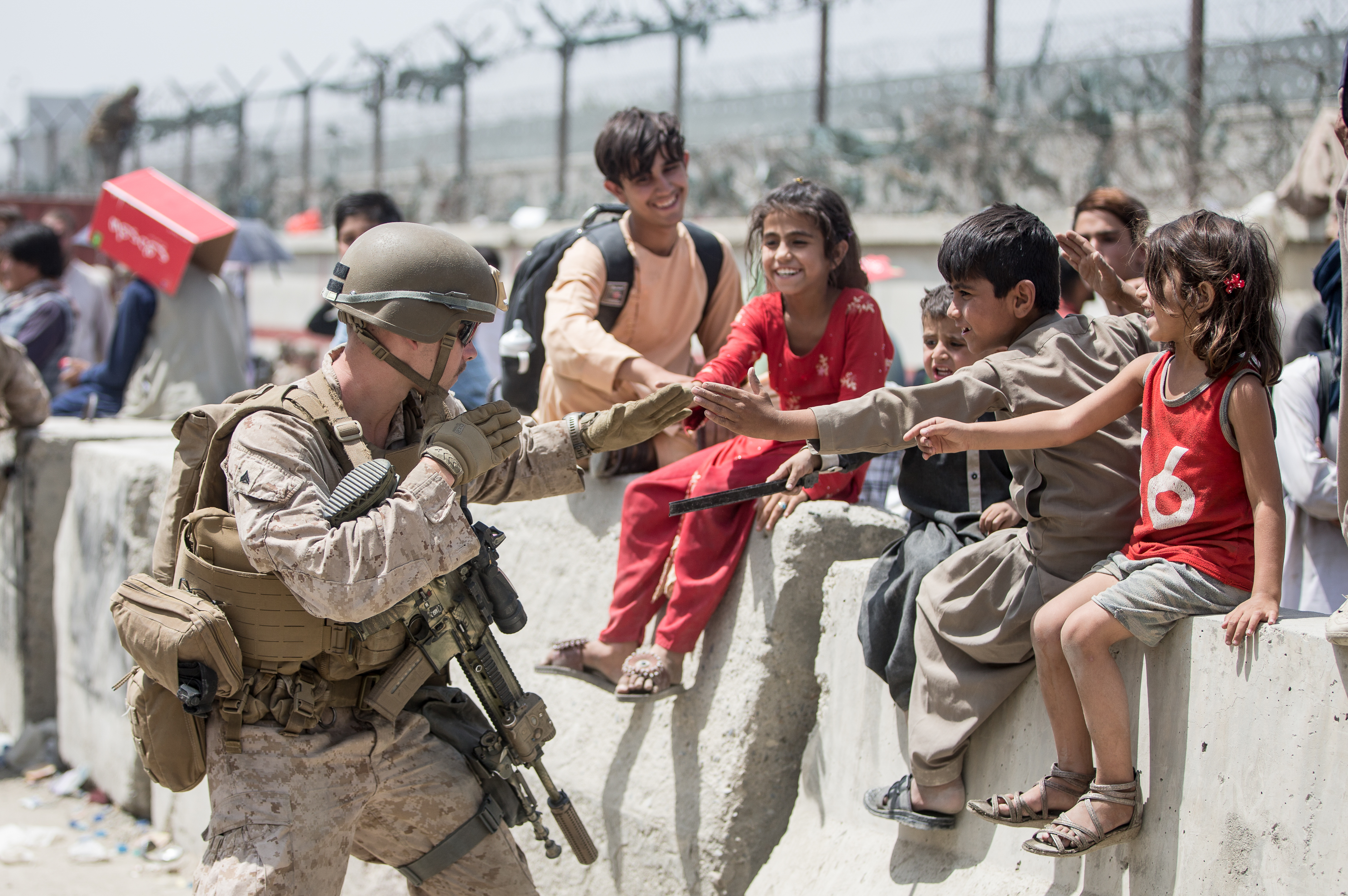
在2021年喀布爾國際機場撤僑行動中與小孩遊玩的陸戰隊員，並身穿III代攜板背心戰術配置。

#### 頭盔
- 美国 輕量化頭盔（LWH）
- 美国 增強型戰鬥頭盔（ECH）（英语：Enhanced Combat Helmet (United States)）
- 美国 高切增強型戰鬥頭盔（High Cut ECH）。由Gentex設計，採用ACH ARC導軌、Lux Pux懸掛系統等設計。
- 美国 Ops-Core FAST Ballistic／Maritime（主要由特種作戰部隊使用）
- 美国 Ops-Core FTHS（由特種作戰部隊使用）

#### 防彈衣
- 美国  改進型模組化戰術背心（IMTV）
- 美国 III代攜板背心（Plate Carrier Generation III，簡稱PC GenIII）[34]。由FirstSpear設計[35]，設有8種正背ESAPI板尺寸（XS至XL，以及新的XS-Short、S-Short和S-Long）、3種側圍尺寸（S、M、L）及2種ESAPI側板尺寸（6×8英寸及新的6×6英寸），且側板可向上下前後調整，以貼合更多陸戰隊員體型。PC GenIII可依需求組裝成戰術配置（Tactical Configuration）、低輪廓配置（Low Profile Configuration）及負重配置（Load Bearing Configuration），當中負重配置組裝自低輪廓配置以外的部件，並設計為穿著在低輪廓配置PC GenIII外。PC GenIII將取代IMTV及舊版PC。PC GenIII除陸戰隊常用的狼棕色，亦有特別為如憲兵等部隊採用額外附有軟式抗彈內襯側圍的黑色版本（陸戰隊稱此為執法版）。
- 美国 Crye Precision AVS攜板背心
- 美国 Crye Precision JPC 2.0攜板背心

#### 抗噪耳機
- 美国 3M Peltor Comtac III
- 美国 3M Peltor Comtac V
- 瑞典 MSA Sordin
- 美国 Ops-Core AMP

## 相集

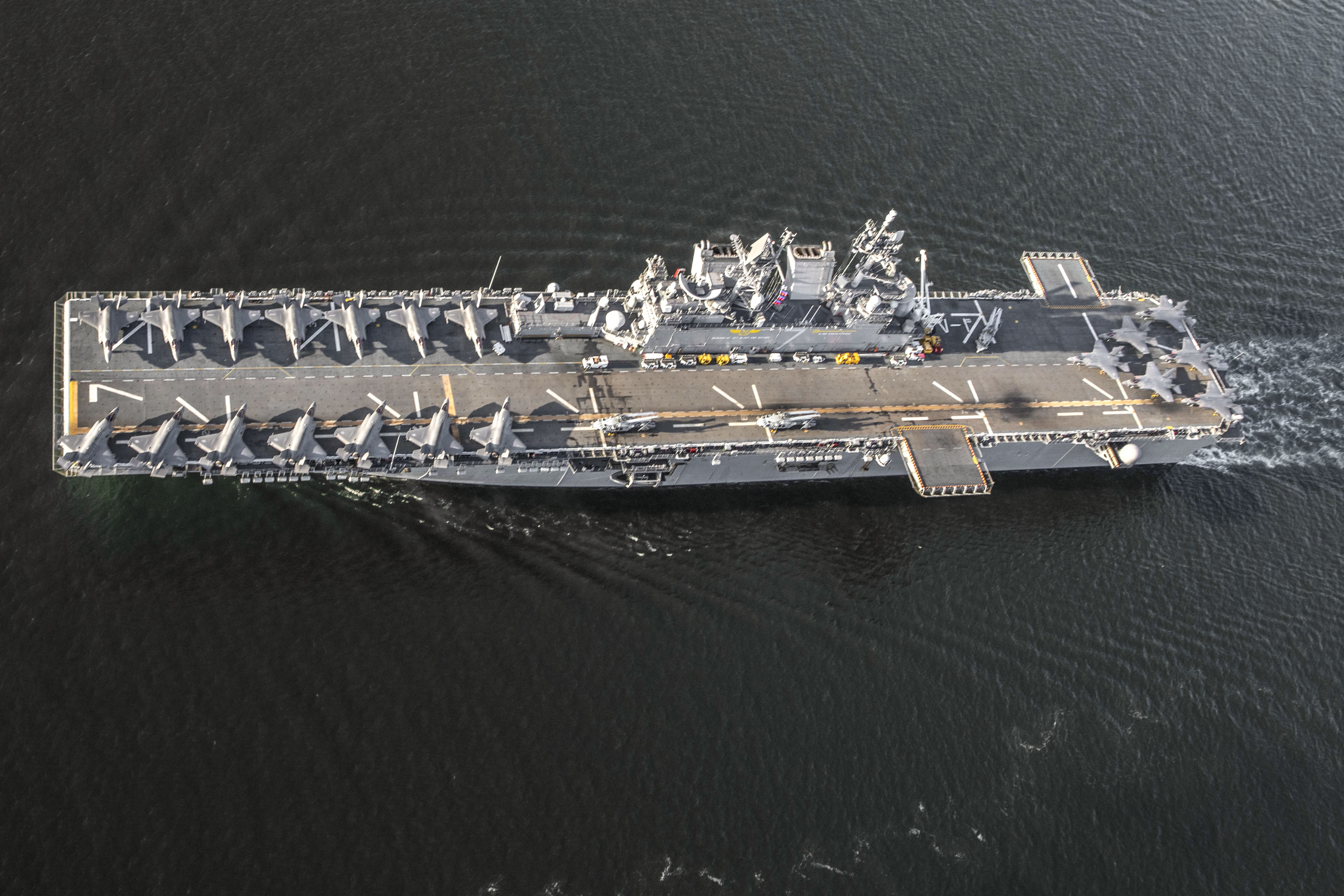
美國海軍的的黎波里號兩棲突擊艦 (LHA-7)的甲板上搭載了二十架美國海軍陸戰隊的F-35B

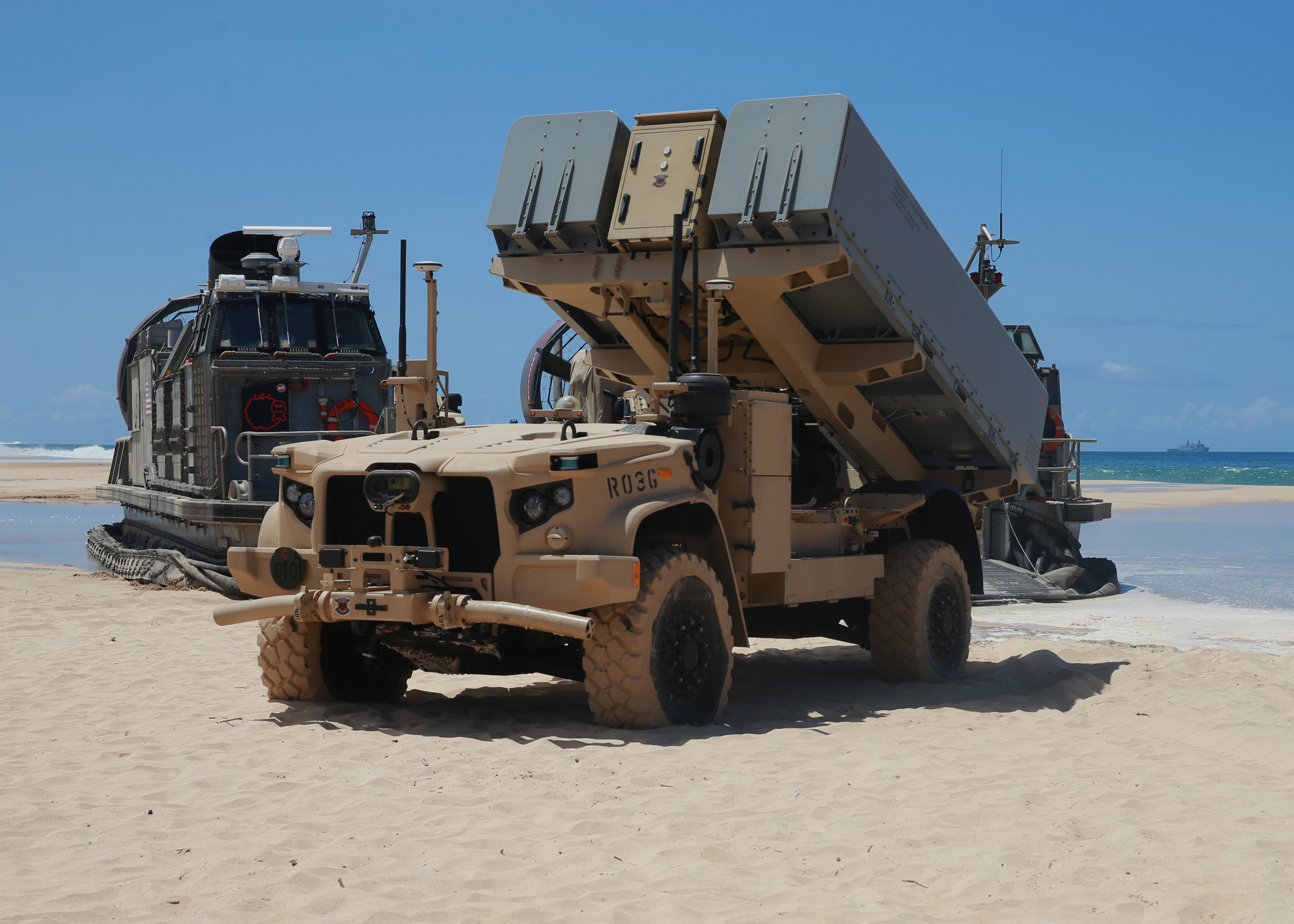
美國海軍陸戰隊的無人車搭載海軍打擊飛彈進行測試

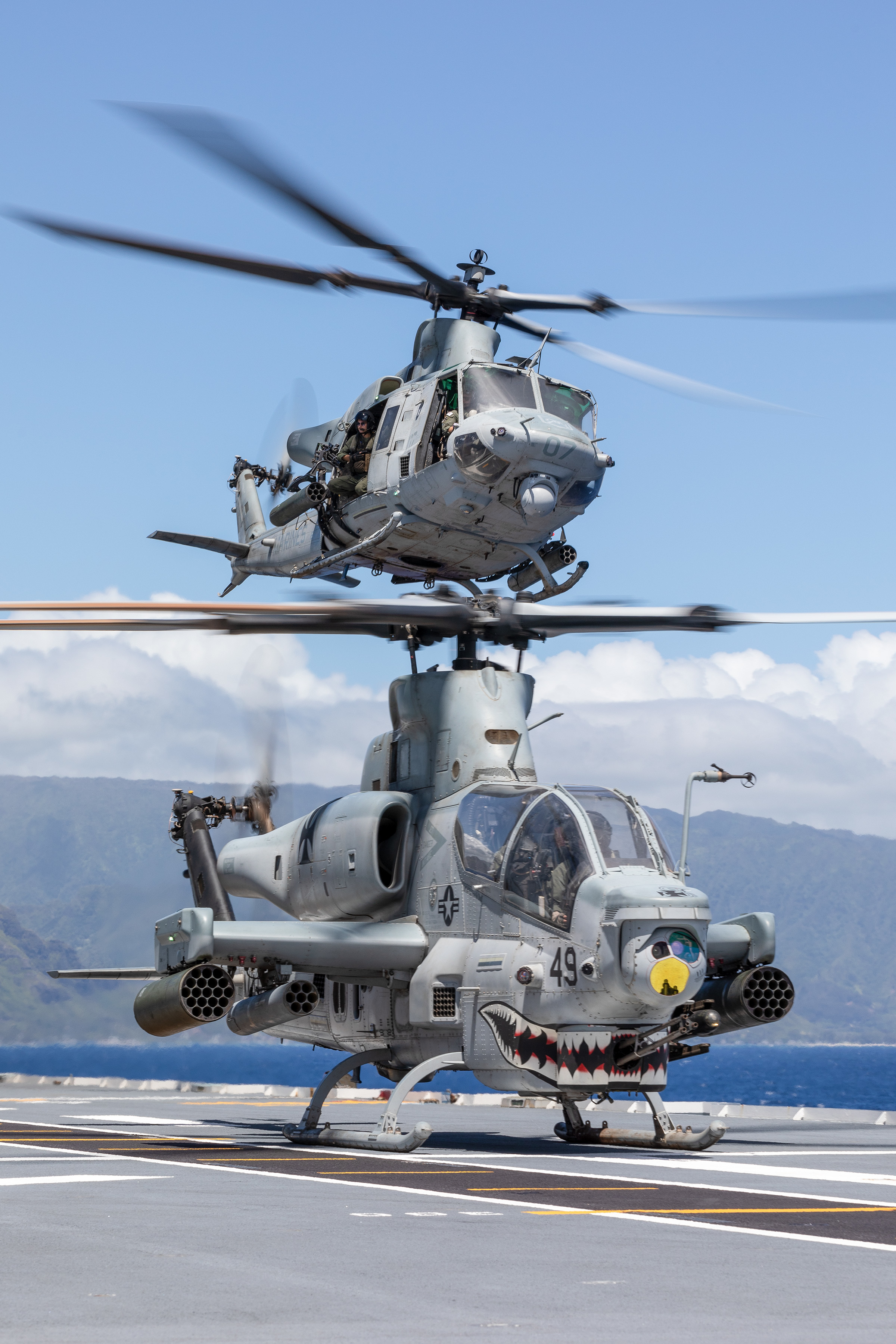
美國海軍陸戰隊的AH-1Z蝰蛇直升機和UH-1Y毒液直升機於環太平洋軍演

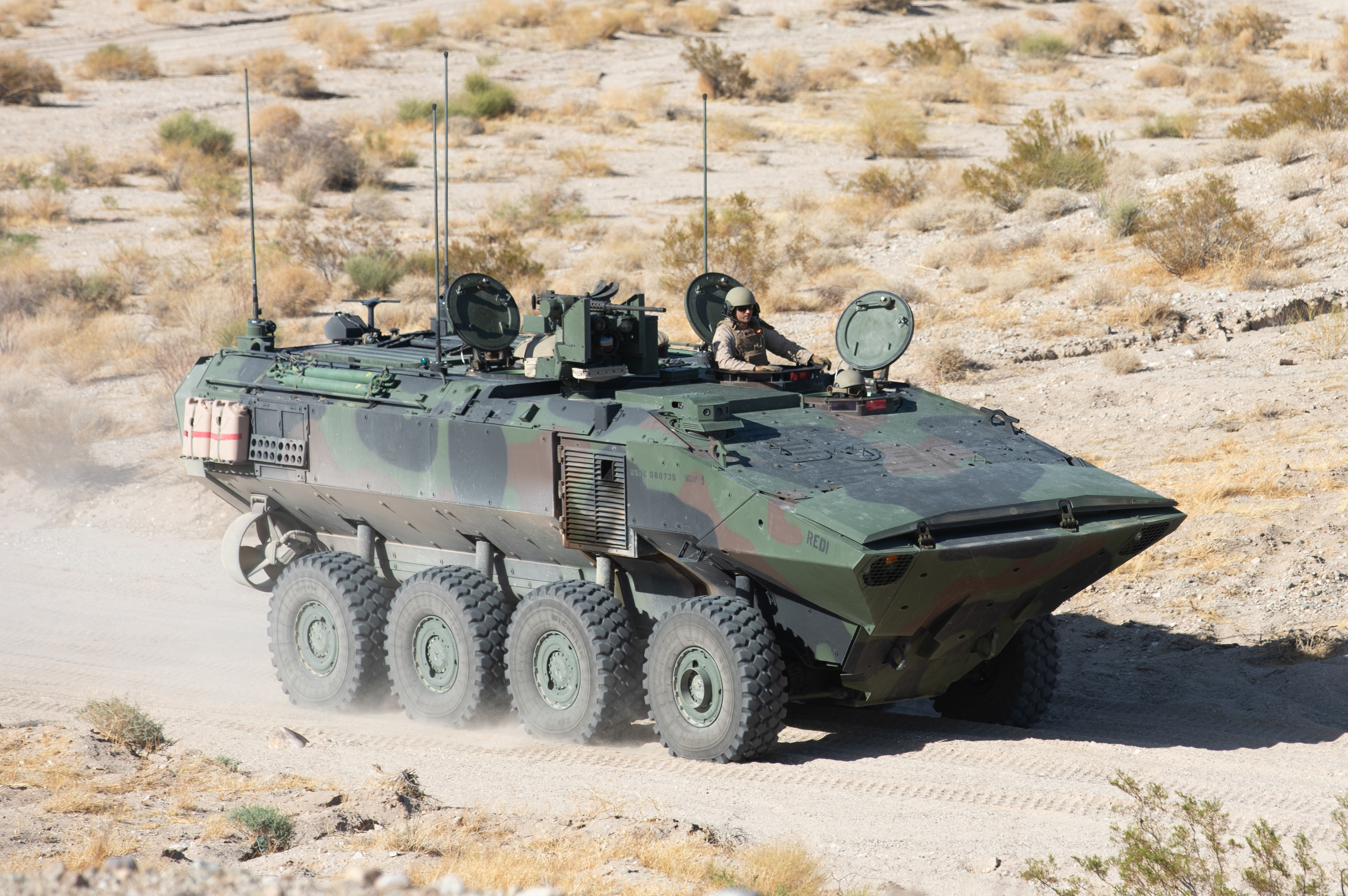
海軍陸戰隊員搭乘最新的兩棲突擊載具（ACV）進行訓練

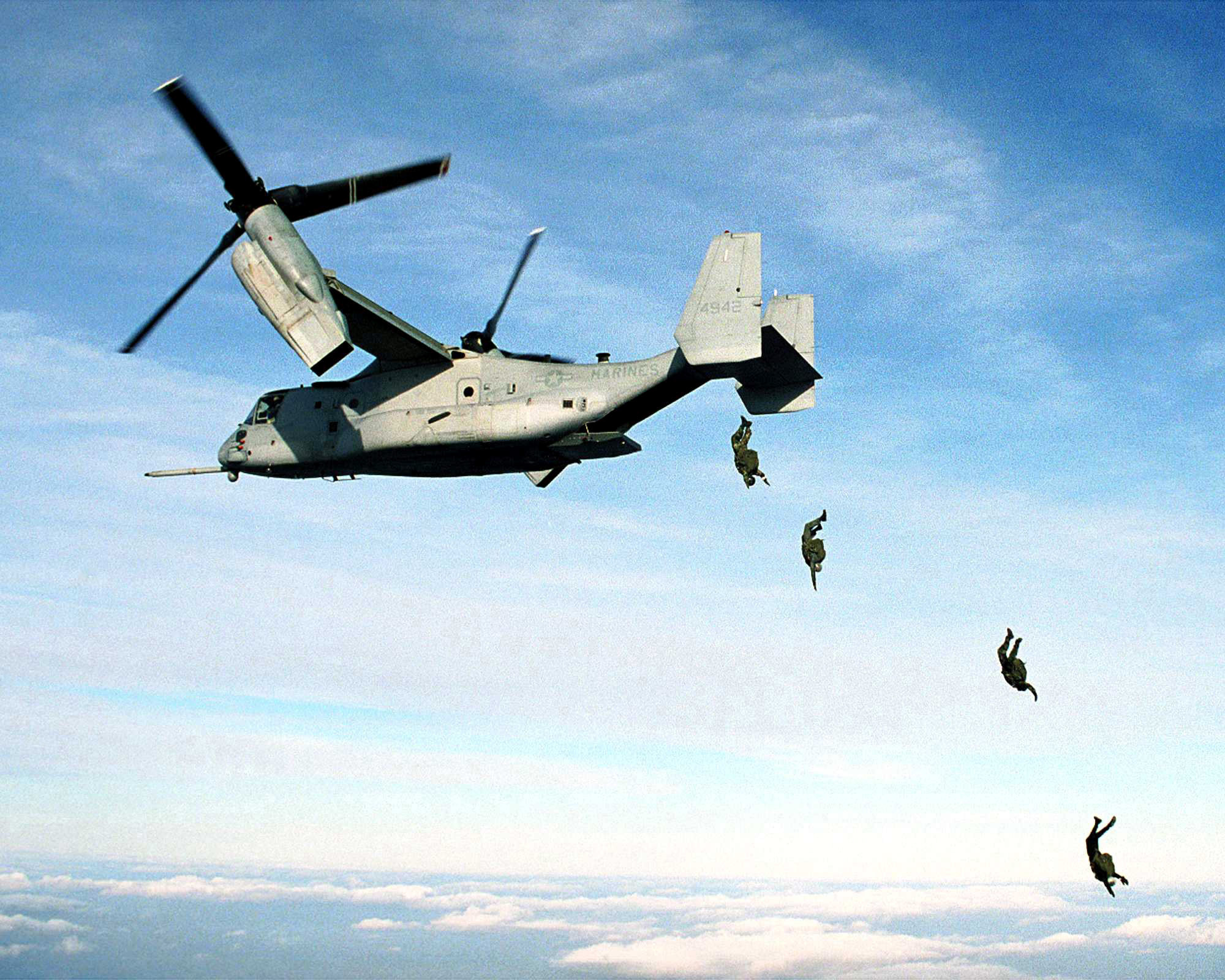
美國海軍陸戰隊士兵从MV-22上跳傘

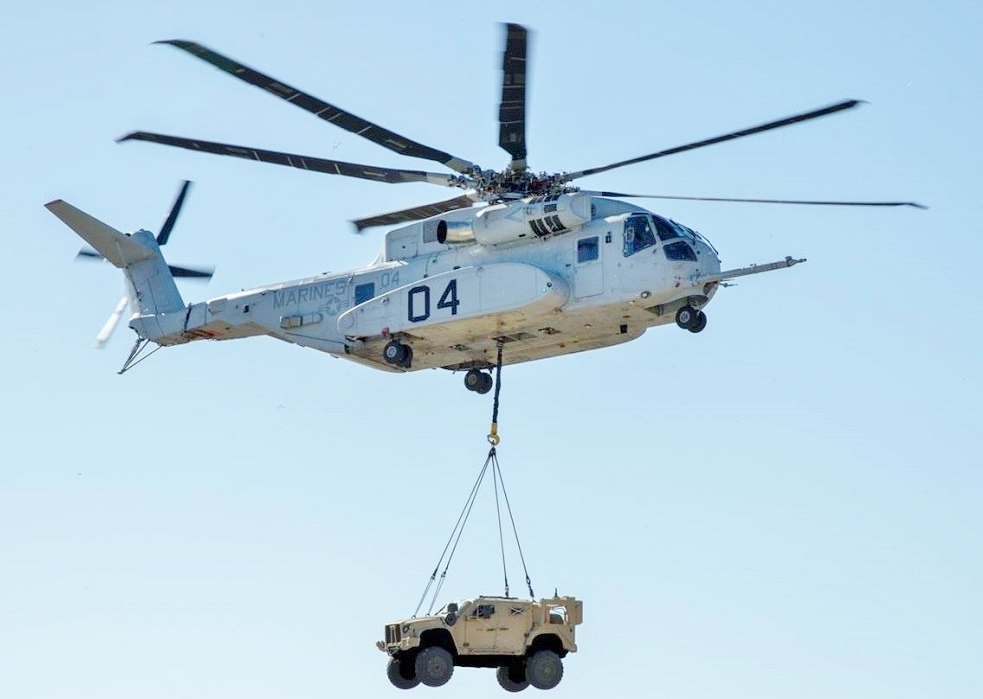
美國海軍陸戰隊裝備的CH-53K直升機吊運聯合輕型戰術車

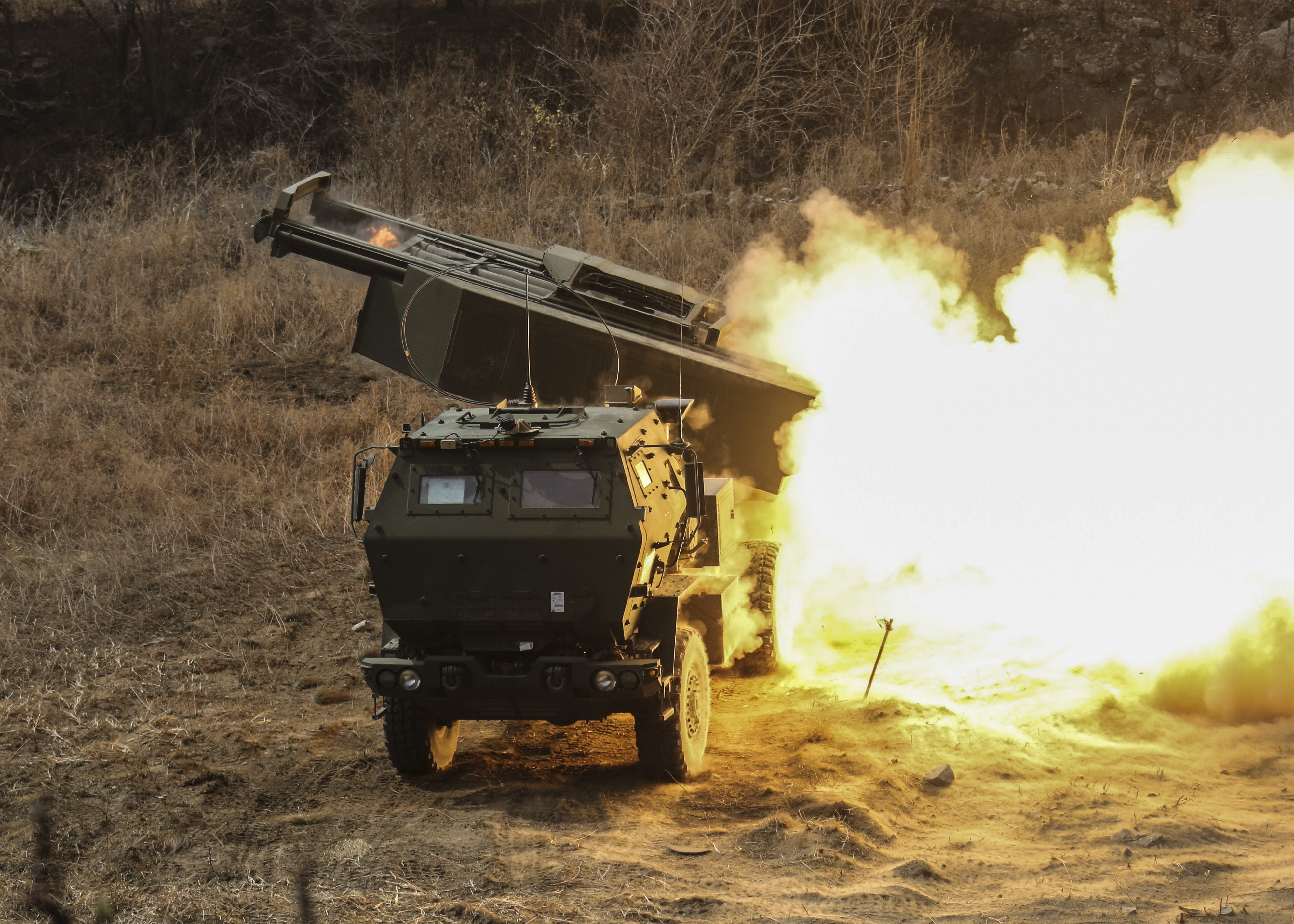
美國海軍陸戰隊的海馬斯火箭於演習中試射

#### 夜視儀
- 美国 AN/PVS-7
- 美国 AN/PVS-14
- 美国 AN/PVS-15
- 美国 AN/PVS-31
- 美国 AN/PVS-31D

## 流行文化

### 相關电影
- （heartbreak ridge）
- 锅盖头
- 世界異戰
- 軍官與魔鬼
- 變形金剛 (2007年電影)（電影中駐防在卡達的美國特種作戰司令部指揮官是直屬美國海軍陸戰隊，由格倫·莫肖爾飾演。）
- 雙情路
- 幸運符
- 火線赤子情（電影中美國洛杉磯警察局警官泰勒，是美國海軍陸戰隊退伍。）
- 硫磺島的英雄們（Flags of Our Fathers）
- 梅根·李維
- 拳力脫逃（美國中央情報局特別活動科不存在的特工小組詹姆斯，曾經在美國海軍陸戰隊武裝偵察部隊服役，還有影片中美國駐印尼大使館有美國海軍陸戰隊使館警衛隊）
- 科洛弗檔案(電影中羅伯救出貝絲後，羅伯就與貝絲跟朋友去搭美國海軍陸戰隊的UH-1直升機撤離美國的紐約市，但後來受到巨型怪物的攻擊而墜機。
- (電影最後在美國空軍空襲與美國海軍砲擊，然後等訊號發射之後，執行仁川登陸戰的是美國海軍陸戰隊第5團（英语：5th Marine Regiment (United States)）登陸作戰，但電影裡美國海軍陸戰隊沒有與朝鲜人民军發生交戰）。
- 葉問4：完結篇
- 劫命救護

### 电视剧
- 杀戮一代
- 太平洋戰爭 (電視劇)
- 海军罪案调查处（NCIS）

### 电子遊戲
- 決勝時刻4：現代戰爭
- 決勝時刻：戰爭世界
- 榮譽勳章：太平洋戰役
- 戰地風雲3
- 武裝行動2
- 戰地風雲4
- 決勝時刻：現代戰爭
- 戰術小隊

## 註解
1. ↑  「The 4th Marine Regiment was utterly destroyed, and only a few surviving Marines and personnel made up what was left of the regiment.[22] The regiment was subsequently dissolved under control of its own accord. The commander of 4th Marines ordered the burning of the colors before they made their hasty evacuation.」。[32]